# Festival Nacional dos Jogos Escolares
O Festival Nacional dos Jogos Escolares é um evento multidesportivo moçambicano que abrange a todos os estudantes do país dos 11 até aos 16 anos de idade, envolvendo 9 modalidades.